# Кондакова, Юлия Андреевна
Ю́лия Андре́евна Кондако́ва (4 декабря 1981, Ленинград) — российская легкоатлетка, мастер спорта международного класса.

## Карьера
В 2007 году Юлия заняла 3-е место на Мемориале братьев Знаменских. Через год на чемпионате мира в помещении в финальном забеге на 60 метров с барьерами она стала 7-й, не сумев закончить дистанцию из-за травмы.
На Олимпийских играх в Пекине Кондакова не смогла преодолеть квалификацию, а на чемпионате Европы в помещении, чемпионате мира в 2009, чемпионате Европы и Олимпиаде в Лондоне она завершила выступления на стадии полуфинала.
В 2008 и 2009 годах Юлия побеждала на чемпионате России, а в 2008 и 2013 выигрывала «Русскую зиму».
В феврале 2021 года Спортивный арбитражный суд в Лозанне признал Юлию вместе с еще 11 российскими легкоатлетами виновной в нарушении антидопинговых правил. Она была дисквалифицирована на 4 года. 
7 апреля 2021 года суд сократил дисквалификацию до 2 лет и 9 месяцев .

## Личная жизнь
Окончила Санкт-Петербургский государственный университет. Замужем , есть дочка Виталия.